# Gurk (Fluss)
Die Gurk (slowenisch Krka) ist mit 157 km Länge der nach der Drau zweitlängste Fluss des österreichischen Bundeslands Kärnten, dessen Landesfläche sie zu 27 % entwässert. Im 2581,63 km² großen Einzugsgebiet leben 40 % der Kärntner Bevölkerung.

## Name
Die erste urkundliche Erwähnung war im Jahr 831 als ubi Curciza in Curcam influit. Die Ursprünge des Namens Gurk stammen noch aus vorrömischer Zeit. Der indogermanische Wortstamm des Wortes lautet „krk“ (Gurgeln), womit die Bedeutung des Namens als „die Gurgelnde“ gedeutet werden kann. Alternative Etymologien sehen einen Zusammenhang mit dem indogermanischen Wortstamm  *kūro- für 'kräftig, stark'. In römischer Zeit soll der Fluss Gurk „Corcoras“ geheißen haben. Es finden sich auch andere Flüsse in Europa mit ähnlicher Namensherkunft wie bspw. die Krka in Slowenien oder die Krka in Kroatien.

## Verlauf
Ihr Ursprung liegt in zwei kleinen Karseen am Lattersteig in den Gurktaler Alpen, östlich unterhalb der Bretthöhe (2320 m ü. A.). Der Gurksee liegt auf 1970 m ü. A., ist 0,4 ha groß und 1,5 m tief; der Torersee liegt auf 2010 m ü. A. und ist 0,35 ha groß und 1,2 m tief. Da beide Seen im Winter bis zum Grund zufrieren, leben in ihnen keine Fische.
Die Gurk durchfließt das dünn besiedelte Obere Gurktal mit der Ebene Reichenau und Gnesau, die Enge Gurk zwischen dem Gnesauer Ortsteil Gurk (⊙) und Albeck, wendet sich dann nach Osten durch das Mittlere Gurktal mit den Marktgemeinden Weitensfeld und Gurk, sowie der Stadtgemeinde Straßburg, durchfließt als Untere Gurk das Krappfeld, wo sie links die Metnitz und die Görtschitz aufnimmt, wendet sich bei Brückl nach Süden und tritt dann in das Klagenfurter Becken, wo sie rechts die Glan aufnimmt, und mündet bei Stein, nach 157 km langem, sehr gewundenem Lauf, unmittelbar vor dem Völkermarkter Stausee in die Drau.
Ihr Urstrom floss vor der engen Gurk ins Tiebeltal, weshalb es heute mit der Prekowa einen sehr sanften Übergang zwischen diesen beiden Tälern gibt.
In ihrem Verlauf wurden nur wenige Verkehrswege angelegt, der wichtigste war ab 1898 die Gurktalbahn, die in ihrem Gesamtverlauf 1969 (auf letzten Teilstücken 1972) stillgelegt wurde. Seitdem wird sie nur noch als Museumsbahn auf wenigen Hektometern zwischen Treibach-Althofen und Pöckstein-Zwischenwässern betrieben. Die Trasse durch Straßburg und Gurk bis Glödnitz wurde in den 1970er und 1980er Jahren großenteils beim Ausbau der Gurktal-Straße in Anspruch genommen. Dadurch ist der Streckenverlauf heute nahezu verschwunden.

## Bildergalerie

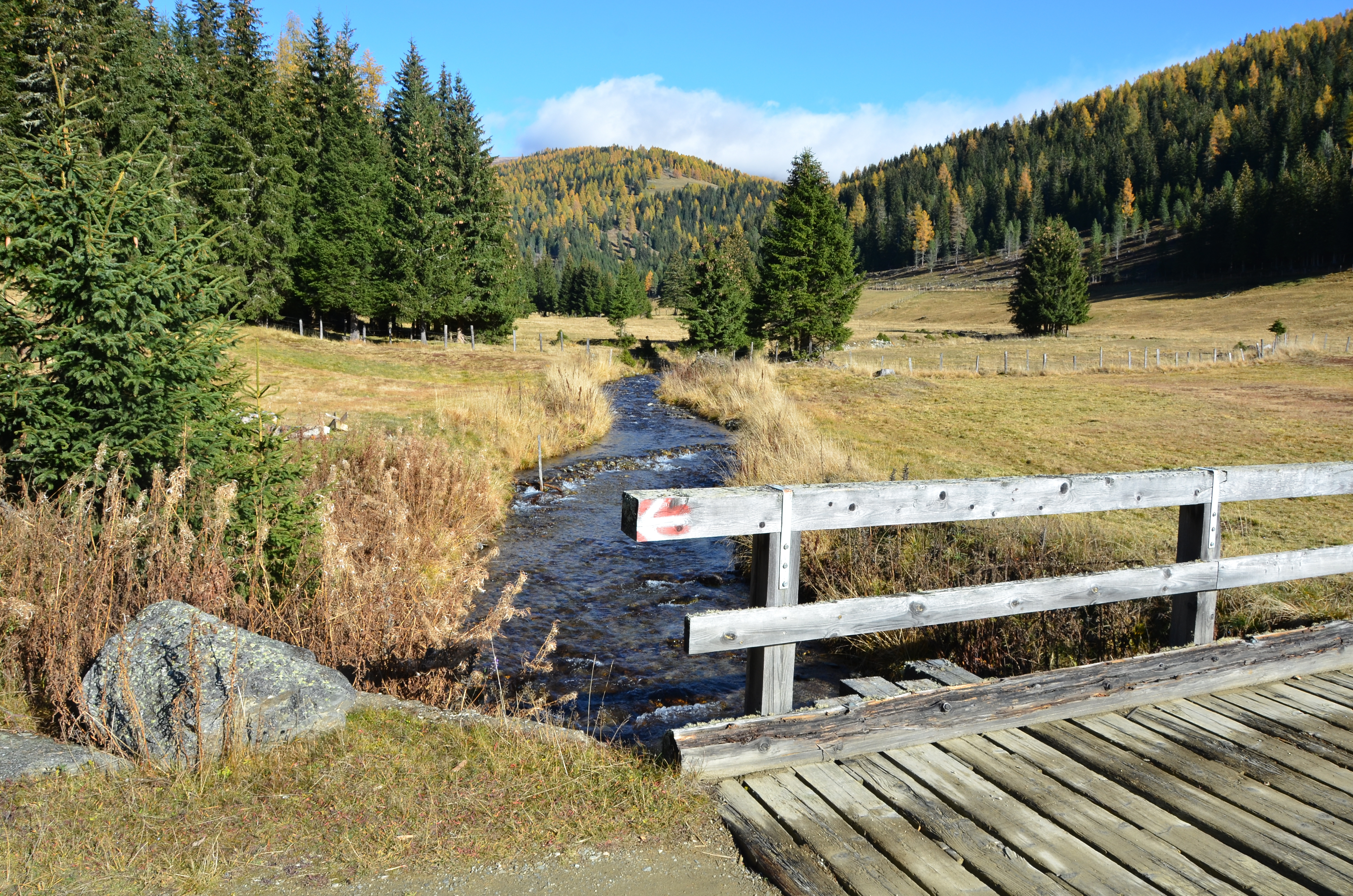
Holzbrücke über die Gurk auf der Messaneggeralm im Hochrindlgebiet
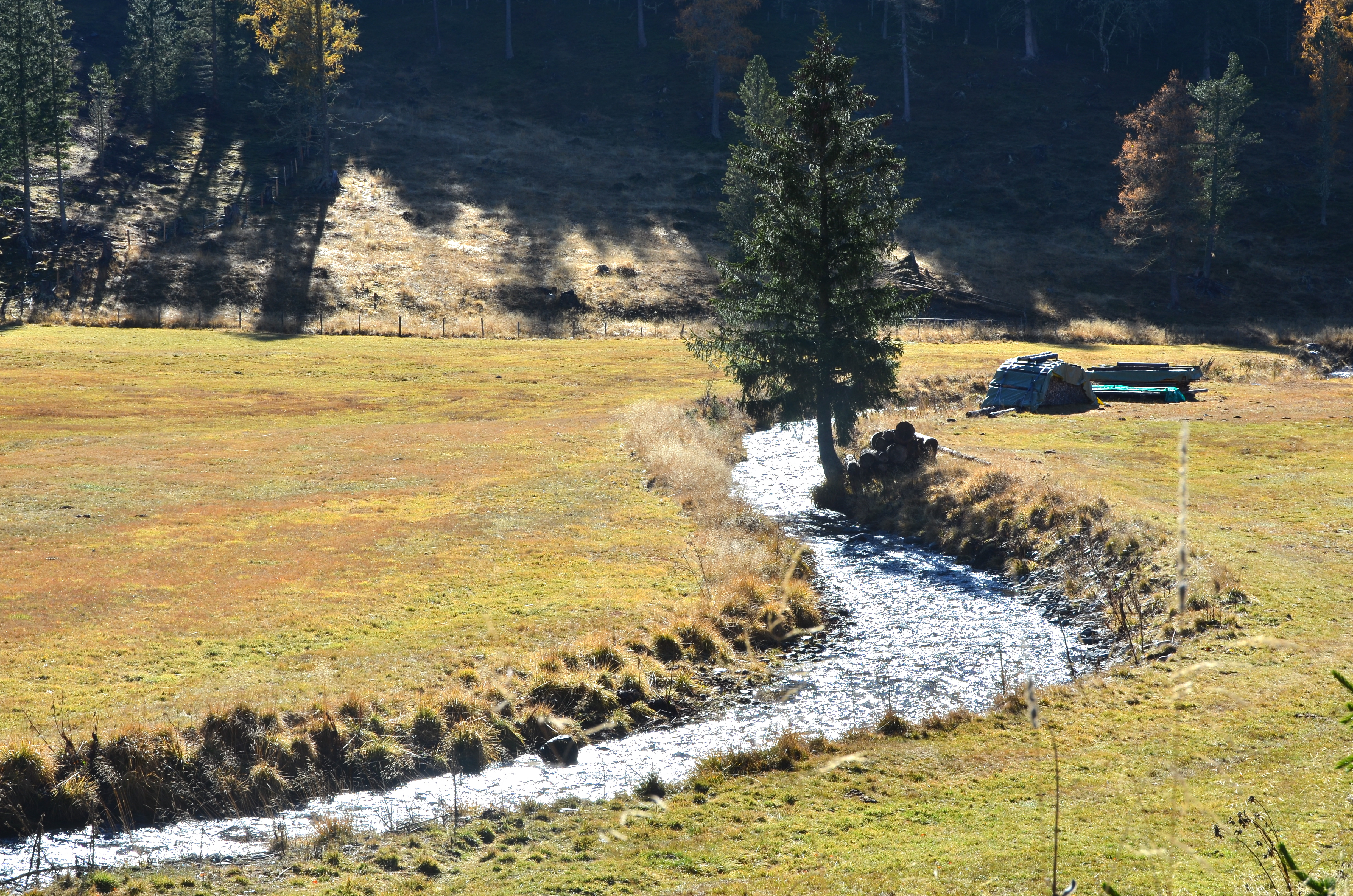
Messaneggeralm im Hochrindlgebiet
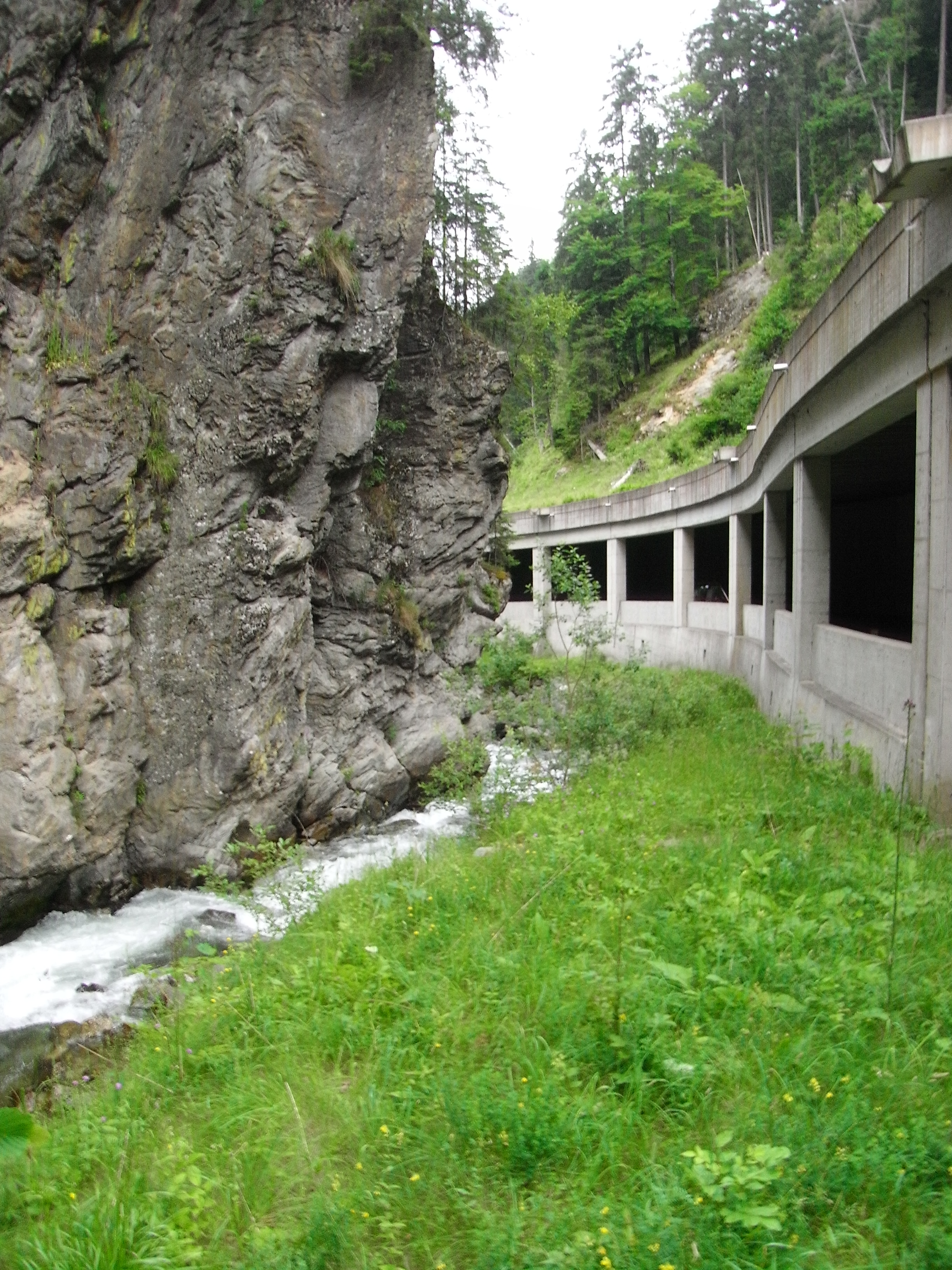
Enge Gurk bei Albeck

## Gurktal
Weite Teile des Gurktals stellen als Mensalgut einen bedeutenden Teil des Vermögens der römisch-katholischen Kirche dar, das forstwirtschaftlich genutzt wird.

## Nebenbäche
Die größten Nebenbäche der Gurk sind:

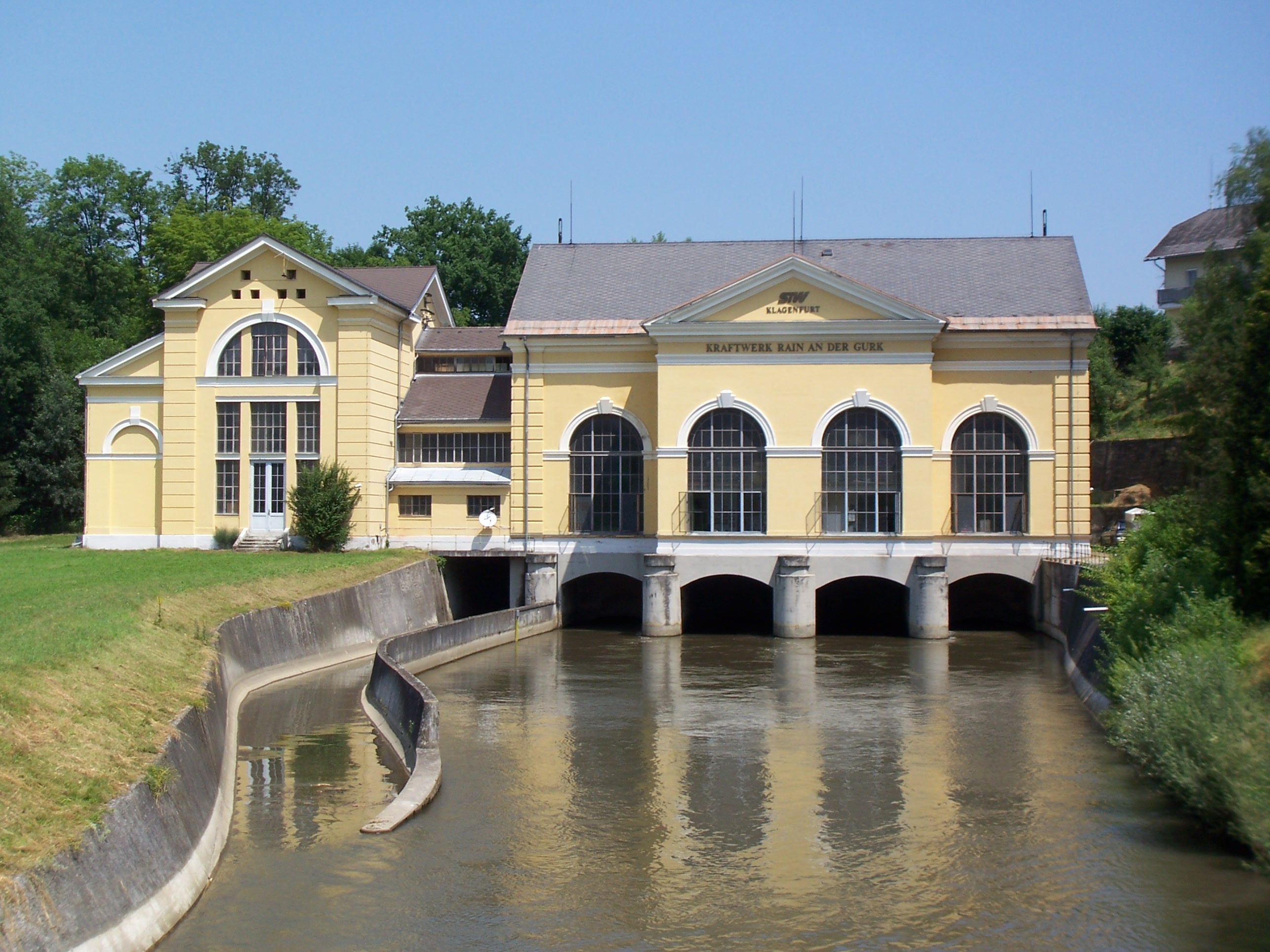
Gurk-Kraftwerk Rain in der Gemeinde Poggersdorf

| Name                 | Mündungsseite | Mündungsort               | Einzugsgebiet in km² |
| -------------------- | ------------- | ------------------------- | -------------------- |
| Stangenbach          | rechts        | Ebene Reichenau           | 055,7                |
| Seebach (Falkertsee) | rechts        | Seebach                   | 009,3                |
| Görzbach             | links         | Zedlitzdorf               | 022,5                |
| Sirnitz              | links         | Neualbeck                 | 040,1                |
| Griffenbach          | links         | Spitzwiesen               | 048,4                |
| Glödnitzbach         | links         | Kleinglödnitz             | 051,5                |
| Metnitz              | links         | Pöckstein-Zwischenwässern | 471,1                |
| Tschatschgerbach     | rechts        | Treffling                 | 030,4                |
| Silberbach           | links         | Passering                 | 087,9                |
| Görtschitz           | links         | Brückl                    | 314,6                |
| Glan                 | rechts        | Gurnitz                   | 825,2                |

## Kraftwerke und Wasserbau
Brugger und Brugga sind zwei verschiedene Kraftwerke an der Gurk.
Oberhalb des ersten Kraftwerks (Reichenau) und an einer weiteren Stelle befinden sich andere Flusseinbauten, die die Fischwanderung unterbinden.
Pia Scheiflinger beschrieb 2010 in ihrer Masterarbeit 12 Kraftwerke: ab Hirt II an der Metnitz flussab die untere Gurk bis zum vorletzten, dem Kraftwerk Donau Chemie in Brückl, in einer Studie zum Optimieren des Spülens der Stauräume. 7 dieser Kraftwerke hatten damals schon eine Fischaufstiegshilfe: Hirt II, Hirt I, Pöckstein-Zwischenwässern, Bistum Pöckstein, Tilly, Pölling und Launsdorf.
1998 errichtete der Kajakverein Klagenfurt (KVK) mit Unterstützung der öffentlichen Hand etwa 500 m unterhalb des Kraftwerks Rain (Poggersdorf) und oberhalb der Gurkbrücke der Packer Straße B70 eine 300 m lange, ganzjährig befahrbare Slalomtrainingsstrecke.
Mit Stand 2013 existieren 23 Fischwanderhindernisse an der Gurk, von denen 11 bereits mit Fischaufstiegshilfen (FAH) versehen worden sind.
| #  | Fluss               | km        | Typ    | Bezeichnung (Gemeinde)                                                | Baujahr                                               | Betreiber                                                           | Turbinen                          | Leistung MW                    | Regel- arbeit GWh/a                 | Ausbau- durch- fluss in m³/s   |
| -- | ------------------- | --------- | ------ | --------------------------------------------------------------------- | ----------------------------------------------------- | ------------------------------------------------------------------- | --------------------------------- | ------------------------------ | ----------------------------------- | ------------------------------ |
| 1  | Gurk O              | ca. 150   |        | Reichenau (Gde.)                                                      | 0000                                                  | ?                                                                   | ?                                 | ?                              | ?                                   |                                |
| 2  | Gurk O              | ca. 148   |        | Falkert (ein Berg; Gde. Reichenau)                                    | 0000                                                  | EFG Kraftwerk Falkert-Gurk GmbH                                     |                                   |                                |                                     |                                |
| 3  | Gurk M              | ca. 125   |        | Brugger (von Bruggerhof, in Kaindorf, Gde. Weitensfeld)               | ?, 1921 revitalisiert, 1985 überholt, 2005 Repowering | 1928 an Nikolaus Schusser, heute Erwin Schusser                     | ehemals Francis Schacht           | ehemals 0,022                  |                                     |                                |
| 4  | Gurk M              |           |        | Spitzing (vlg. für westliches Ortsende, Gde. Weitensfeld)             | 0000                                                  |                                                                     |                                   |                                |                                     |                                |
| 5  | Gurk M              |           |        | Gorton                                                                | 0000                                                  |                                                                     |                                   |                                |                                     |                                |
| 6  | Gurk M              |           |        | Aich                                                                  | 0000                                                  |                                                                     |                                   |                                |                                     |                                |
| 7  | Gurk M              |           |        | Gurker Domkapitel (Gurk)                                              | 0000 ren                                              |                                                                     |                                   |                                |                                     |                                |
| 8  | Gurk M              |           |        | Fleischhacker                                                         | 0000                                                  |                                                                     |                                   |                                |                                     |                                |
| 9  | Gurk M              |           |        | Heiligengeistmühle (Straßburg)                                        | 0000                                                  |                                                                     |                                   |                                |                                     |                                |
| 10 | Gurk M              |           |        | Säge Zwischenwasser                                                   | 0000                                                  |                                                                     |                                   |                                |                                     |                                |
| 11 | Gurk M              |           |        | Lockengast                                                            | 0000                                                  |                                                                     |                                   |                                |                                     |                                |
| 12 | Gurk M              |           |        | vlg. Amthof (Ruhdorfer) in Gundersdorf                                | 0000                                                  |                                                                     |                                   |                                |                                     |                                |
| 13 | Metnitz             | 2,56      | Ausl R | Hirt II                                                               | 1913                                                  | Möller, Riegler-Matchett (oder: Braukeller und Gutsverwaltung Hirt) | 1 Kaplan                          | 0,085                          | 0,311                               | 4                              |
| 14 | Metnitz             | 1,87      | Ausl R | Hirt I                                                                | 1907                                                  | Möller, Riegler-Matchett                                            | 1 Francis                         | 0,045                          | 0,244                               | 3,2                            |
| 15 | Metnitz             | 0,20      | Lauf   | Pöckstein-Zwischenwässern                                             | 1923, 2016/2017                                       | Energieversorgung Pöckstein GmbH (Eigentum des Bistums Gurk)        | 1 Kaplan-S, 1 Wasserkraftschnecke | 0,196                          | 0,9 (ehemals 0,6)                   | 5,1, nach 4,5 an EVP Pöckstein |
| 16 | Gurk U              | 71,16     | Ausl L | Bistum Pöckstein                                                      | 1912, 2008                                            | Bistum Gurk, Forst- und Gutsdirektion                               | 1 Kaplan                          | 0,34                           |                                     | 6,10                           |
| 17 | Gurk U              | 69,24     | Ausl L | Althofen (Wehr bei Ortschaft Krumfelden)                              | 1911                                                  | Kelag                                                               | 2 Francis                         | 0,318 (0,131 + 0,187)          |                                     | 14,05 (12,0)                   |
| 18 | Gurk U              | 68,00     | Lauf   | TIAG (Althofen) (TCW, Treibacher Chemische Werke) (Treibach-Althofen) | 1899                                                  | Treibacher Industrie AG                                             | 1 Kaplan (1940er)                 | 0,252                          | 1,5 (Einspeisung ins Netz der TIAG) | 17,7 (20,0)                    |
| 19 | Gurk U              | 67,04     | Ausl R | Tilly                                                                 | 1917                                                  | Tilly Kraftwerks- und Industriegesellschaft                         | 2 Francis                         | 0,45 (0,30 (rechts) + 0,15)    |                                     | 20,0                           |
| 20 | Gurk U              | 65,42     | Ausl L | Brugga (Ortschaft, Gde. Mölbling)                                     | 1905                                                  | Rudolf Herzig                                                       | 2 Francis                         | 0,34                           |                                     | 11,8                           |
| 21 | Gurk U              | 52,61     | Lauf   | Passering (Kappel am Krappfeld)                                       | 1920                                                  | Kelag                                                               | 2 Francis                         | 0,892 (0,472 (rechts) + 0,420) |                                     | 18,45                          |
| 22 | Gurk U              | 47,13     | Ausl R | Pölling (St. Georgen am Längsee)                                      | 1881                                                  | Otto Hoffmann Elektrizitätsges.m.b.H.                               | 2 Francis                         | 0,49                           | (an Camplast Kunststofftechnik)     | 12 (11,60)                     |
| 23 | Gurk U              | 45,47     | Ausl R | Launsdorf (St. Georgen am Längsee)                                    | 1921                                                  | Kelag                                                               | 2 Francis                         | 1,07                           |                                     | 16 (15,20)                     |
| 24 | Gurk U + Görtschitz | 37,73     | Ausl R | Donau Chemie (Brückl)                                                 | 1907                                                  | Donau Chemie AG                                                     | 2 Francis in Serie                | 1,69                           |                                     | 17,5                           |
| 25 | Gurk U              | 17,9/12,5 | ?      | Rain (Poggersdorf)                                                    | 1902                                                  | Stadtwerke Klagenfurt                                               | 4 Francis                         | 4,408 (4 × 1500 PS)            | 16,9                                | 30                             |